# Acanthomyrmex foveolatus
Acanthomyrmex foveolatus är en myrart som beskrevs av Mark W. Moffett 1986. Acanthomyrmex foveolatus ingår i släktet Acanthomyrmex och familjen myror. Inga underarter finns listade i Catalogue of Life.